# Pseudochazara cingovskii
Pseudochazara cingovskii е вид насекомо, пеперуда от семейство Nymphalidae. Видът е критично застрашен от изчезване.

## Разпространение
Видът е разпространен е Северна Македония. Ендемичен е за района на село Плетвар.

## Описание
На цвят е светолосива.